# LG Kurpfalz
Die LG Kurpfalz (Leichtathletik-Gemeinschaft Kurpfalz) wurde 1969 gegründet und 1970 traten erstmals Athleten in ihrem Namen an. Bei den Mitgliedsvereinen handelt es sich um die Leichtathletikabteilungen von Sportvereinen rund um die beiden Städte Schwetzingen und Hockenheim. Somit liegt die LG im Süden des Rhein-Neckar-Kreises im Badischen Leichtathletik-Verband.
Im Jahr 2022 starten die Leichtathleten der folgenden acht Vereine für die LG:
- TV Altlußheim
- TSG Ketsch (1970–1977 & ab 2022)
- TB Germania Neulußheim (Beitritt 1977)
- TSV Oftersheim
- TSG Eintracht Plankstadt (Beitritt 1971)
- TB Germania Reilingen
- SV Rohrhof
- TV Schwetzingen 1864

Ehemalige Mitgliedsvereine sind:
- FV 1918 Brühl (2006–2020)
- HSV Hockenheim (1970–1991)
- DJK Hockenheim (1970–1977)
- SV 98 Schwetzingen (1970–2010)

Von 1972 bis 1990 trug die LG den Namen „LG coop Kurpfalz“. In dieser Zeit wurde sie durch die regionale Vertretung der Handelsunternehmens coop AG unterstützt.

## Erfolge
| Jahr      | Ergebnis |
| --------- | --- |
| 1973      | Mit Karlheinz Weisenseel und Rüdiger Harksen (beide DJK Hockenheim) stellt die LG die halbe DLV-Staffel über 4 × 100 m bei den Junioreneuropameisterschaften in Duisburg. Sie erreicht den 3. Platz. Dies sollte für lange Jahre der größte sportliche Erfolg der LG bleiben. Weisenseel erreicht im 200-m-Lauf das Halbfinale.                                                                         |
| 1974      | Elke Klebert (HSV Hockenheim) erwirft den Deutschen Meistertitel der weiblichen Jugend A mit dem Diskus. 2021 wird sie unter dem Namen Herzig Deutsche Seniorenmeisterin im Hammerwurf. |
| 1981      | Nach 1978 holt sich die damals 37-jährige Doris Schlosser zum zweiten Mal den Süddeutschen Meistertitel im 25-km-Lauf der Frauen. |
| 1988      | Deutscher Meister im Siebenkampf-Team der weiblichen Jugend B: Sonja Meckes (TBG Neulußheim), Claudia Dinkel (TV Schwetzingen) und Heike Schwarz (TSV Oftersheim) |
| 1988      | Walter Bauer (HSV Hockenheim) holt Silber und Bronze bei der Senioren-Europameisterschaften. Bauer wird zudem Zweiter über 400 m Hürden und Dritter im Dreisprung. |
| 1999      | Der Altlußheimer Rolf Kremer wird Deutscher Meister der M14 im Blockwettkampf Wurf. Im gleichen Jahr holt er zudem zehn badische Titel. |
| 2009      | Die 4 × 100-m-Staffel der weiblichen U16 mit Malaika Mihambo, Carina Frey, Chantal Berg und Marie Kias (alle TSV Oftersheim) erzielt eine bis 2018 geltende deutsche Bestleistung. Mihambo, Frey und Kias werden Deutsche Meisterinnen mit der Siebenkampf-Mannschaft. |
| seit 2014 | Die zahlreichen internationalen Erfolge von Malaika Mihambo sind auf ihrer eigenen Seite dokumentiert. Höhepunkte ihrer Karriere sind die Siege im Frauen-Weitsprung bei den Europameisterschaften 2018 in Berlin, bei den Weltmeisterschaften 2019 in Doha, den Weltmeisterschaften 2022 in Eugene und bei Olympia 2021 in Tokio. 2019 und 2020 wurde sie zur Deutschen Sportlerin des Jahres gewählt. |

## Weitere Persönlichkeiten
(Teilweise auch aus der Zeit vor der Gründung der LG)
- Brigitte Berendonk – Als Athletin des TV Schwetzingen 1959 Deutsche Jugendmeisterin im Fünfkampf. Später Deutsche Meisterin mit der Kugel und bekannte Anti-Doping-Aktivistin.
- Dietmar Chounard – Trainer der LG von 1988–1990, später DLV-Nachwuchsbundestrainer.
- Werner Heger – 1960 Deutscher Jugendmeister Kugelstoß für die TBG Reilingen. Später Deutscher Meister für den USC Heidelberg, dann Bundestrainer und viele Jahre Athletik-Trainer von Malaika Mihambo.
- Walter Koch – Abteilungsleiter des SV Schwetzingen. Hauptmotor von 10 nationalen Sportfesten und den Deutschen Jugendmeisterschaften 1973 im städtischen Stadion Schwetzingen.
- Hans Motzenbäcker – Mitinitiator der LG (obwohl "sein" FV Brühl erst 2006 beitrat). Später Präsident des Badischen und des Süddeutschen Leichtathletik-Verbands.
- Gerhard Stratthaus – Aktiver Leichtathlet im FV Brühl (Disziplinen Kugelstoß und Hochsprung). Später Bürgermeister von erst Brühl, dann Schwetzingen. Finanzminister von Baden-Württemberg.